# Alberto Górriz
Alberto Górriz Echarte (ur. 16 lutego 1958 w Irun) – piłkarz hiszpański pochodzący z Kraju Basków, grający na pozycji środkowego obrońcy i defensywnego pomocnika.

## Kariera klubowa
Górriz urodził się w San Sebastian. Piłkarską karierę rozpoczął w klubie San Sebastian CF. W 1978 został zawodnikiem pierwszego zespołu Realu Sociedad, a 8 kwietnia 1979 zadebiutował w Primera División w wygranym 4:0 wyjazdowym spotkaniu z Rayo Vallecano. W 1980 roku będąc rezerwowym wywalczył wicemistrzostwo Hiszpanii, a już w sezonie 1980/1981 był podstawowym zawodnikiem Realu. Wtedy też doprowadził ten klub do pierwszego w historii tytułu mistrza kraju. Rok później zadebiutował w Pucharze Mistrzów, a w lidze Sociedad drugi raz z rzędu okazał się najlepszy. W kolejnych sezonach Alberto nie osiągał sukcesów aż do 1987 roku, kiedy sięgnął po swój pierwszy w karierze Puchar Hiszpanii. Z kolei w 1988 roku został wicemistrzem kraju. Sezon 1992/1993 był jego ostatnim w karierze, a ostatni ligowy mecz rozegrał 13 czerwca 1993 przeciwko CD Tenerife (3:1). Karierę piłkarską zakończył w wieku 35 lat. Dla Sociedadu rozegrał 461 spotkań i zdobył 14 bramek.

## Kariera reprezentacyjna
W reprezentacji Hiszpanii Górriz zadebiutował 16 listopada 1988 roku w wygranym 2:0 meczu z Irlandią. W 1990 roku został powołany przez Luisa Suáreza do kadry na Mistrzostwa Świata we Włoszech. Tam zagrał w czterech meczach: z Urugwajem (0:0), z Koreą Południową (3:1) i z Belgią (2:1), w którym zdobył bramkę oraz przegranym w 1/8 finału z Jugosławią (1:2). Był to także jego ostatni mecz w kadrze narodowej. W reprezentacji zagrał 12 razy i zdobył jednego gola.